# Sidima sulawesiana
Sidima sulawesiana är en fjärilsart som beskrevs av John Nevill Eliot och Kawazoé 1983. Sidima sulawesiana ingår i släktet Sidima och familjen juvelvingar. Inga underarter finns listade i Catalogue of Life.

## Bildgalleri

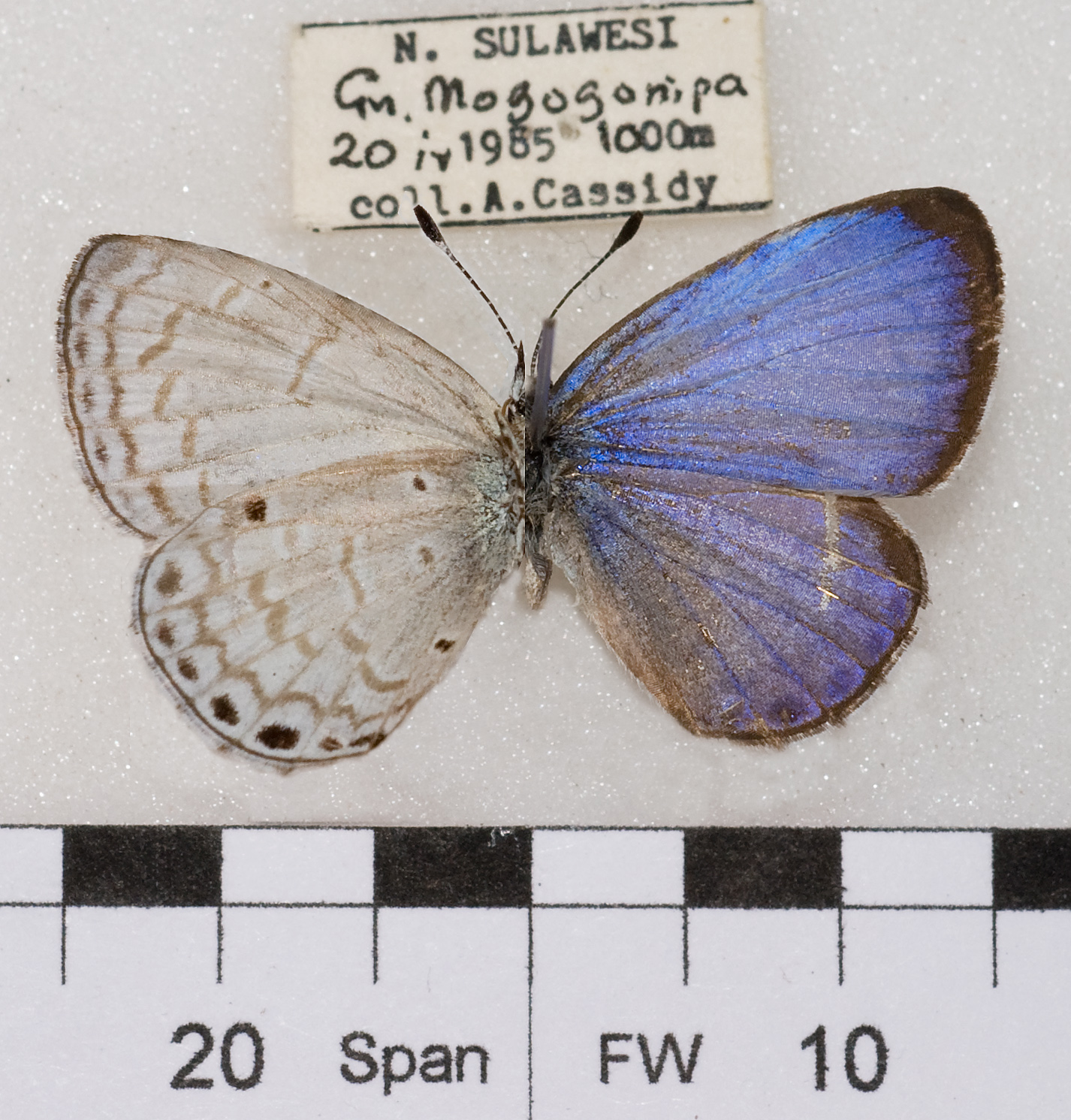